# ريج بارنيل
ريج بارنيل (بالإنجليزية: Reg Parnell)‏ مواليد 2 يوليو 1911 في دربي، كان سائق فورملا 1 بريطاني سابق كان قد بدأ مسيرته الاحترافية سنة 1950. كان أول سباق له هو جائزة بريطانيا الكبرى 1950. خاض خلال مسيرته 7 سباقات.

## سباقات شارك فيها
- لو مان 24 ساعة
- بطولة العالم للسيارات الرياضية

## روابط خارجية
- ريج بارنيل على موقع IMDb (الإنجليزية)
- ريج بارنيل على موقع ديسكوغز (الإنجليزية)
- ريج بارنيل على موقع Racing-Reference.info (الإنجليزية)
- ريج بارنيل على موقع DriverDB.com (الإنجليزية)